# Lex Licinia Mucia
Lex Licinia Mucia var en romersk lag som stiftades år 95 f.Kr. av konsulerna Lucius Licinius Crassus och Quintus Mucius Scaevola Pontifex. Syftet med lagen var att under hot om åtal hindra italiker från att finnas med på de listor som fanns över romerska medborgare. Detta innebar att det i praktiken blev straffbart att köpa sig en plats på rullorna över romerska medborgare, något som tidigare varit vanligt.
Lagen instiftades under en period då det romerska medborgarskapet, och de rättigheter som var kopplade till det, var en mycket brännande fråga. Lagen var en av de utlösande faktorerna bakom bundsförvantskriget 91–88 f.Kr.